# Canariellanum
Genre
Canariellanum est un genre d'araignées aranéomorphes de la famille des Linyphiidae.

## Distribution
Les espèces de ce genre sont endémiques des îles Canaries.

## Liste des espèces
Selon World Spider Catalog (version 16.5, 31/07/2015) :
- Canariellanum albidum Wunderlich, 1987
- Canariellanum arborense Wunderlich, 1987
- Canariellanum hierroense Wunderlich, 1992
- Canariellanum palmense Wunderlich, 1987

## Publication originale
- Wunderlich, 1987 : Die Spinnen der Kanarischen Inseln und Madeiras: Adaptive Radiation, Biogeographie, Revisionen und Neubeschreibungen. Triops Verlag, Langen, p. 1-435.